# Bioallethrine
Bioallethrine is een organische verbinding met als brutoformule C19H26O3. Het is een gele stroperige vloeistof, die onoplosbaar is in water. Bioallethrine heeft een aantal structuur- en stereo-isomeren, waaronder het trans-isomeer s-bioallethrine.
De stof wordt gebruikt als antiparasitair middel. De handelsnaam van het product is Depallethrin.

## Toxicologie en veiligheid
De stof ontleedt bij verhitting boven 400°C met vorming van irriterende dampen. Ze is tevens zeer schadelijk voor waterorganismen. Boven 65,6°C kunnen ontplofbare damp of mengsels worden gevormd, zodat brand kan ontstaan.
De stof is irriterend voor de ogen, de huid en de luchtwegen.